# Lubuk Landai
Lubuk Landai is een bestuurslaag in het regentschap Bungo van de provincie Jambi, Indonesië. Lubuk Landai telt 4459 inwoners (volkstelling 2010).